# دانشگاه کویمبرا
دانشگاه کویمبرا (پرتغالی: Universidade de Coimbra) یک دانشگاه دولتی در شهر کویمبرا، پرتغال است.
این دانشگاه که در سال ۱۲۹۰ میلادی توسط دینیش پادشاه این کشور تأسیس شده‌است دارای بیش از ۲۳٬۰۰۰ دانشجو می‌باشد که ۲۳۰۰ نفر آن دانشجو دکترا هستند. دانشگاه کویمبرا در سال ۲۰۱۳ در آثار فرهنگی یونسکو ثبت جهانی شده‌است.

## نگارخانه

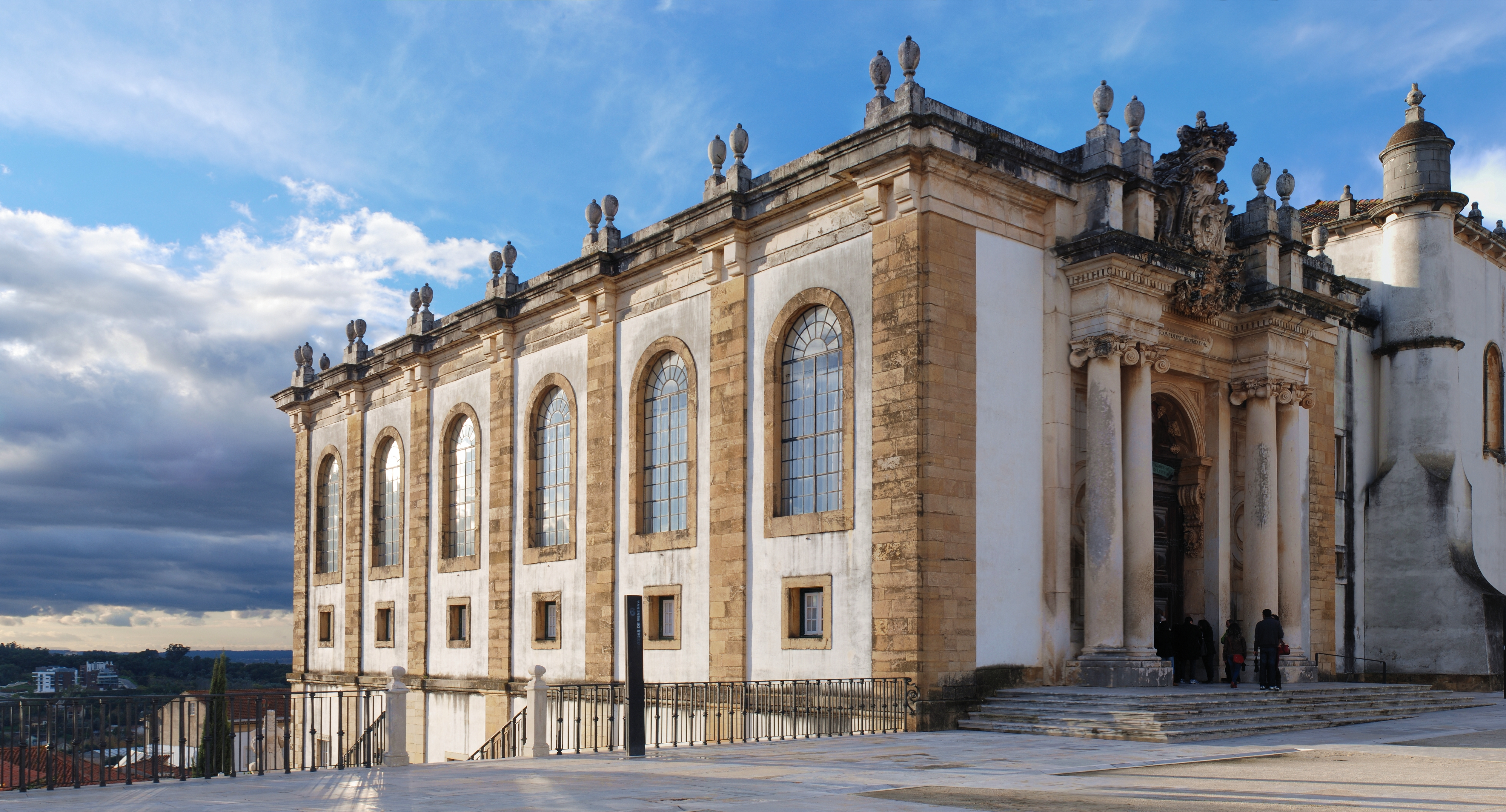
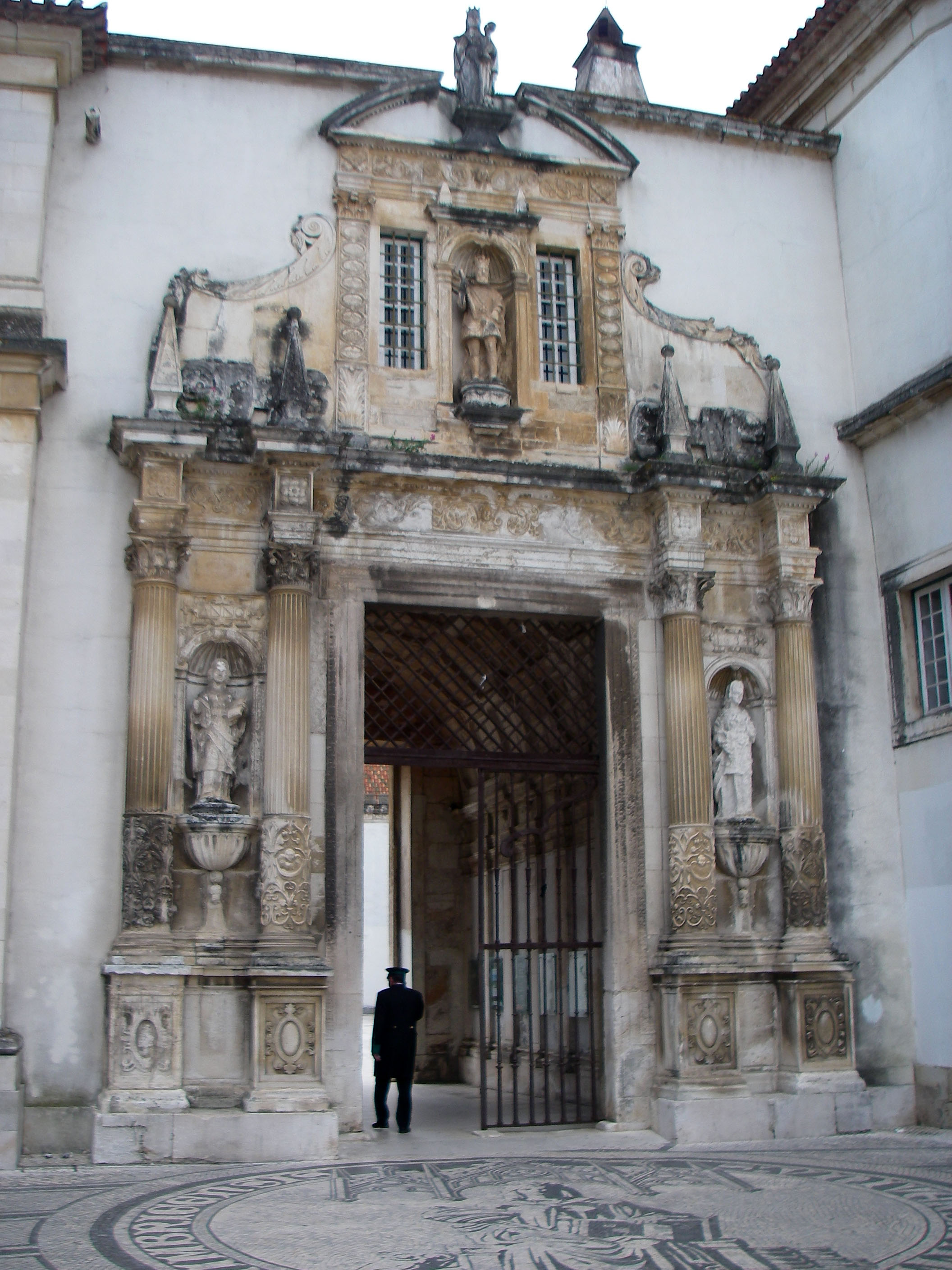
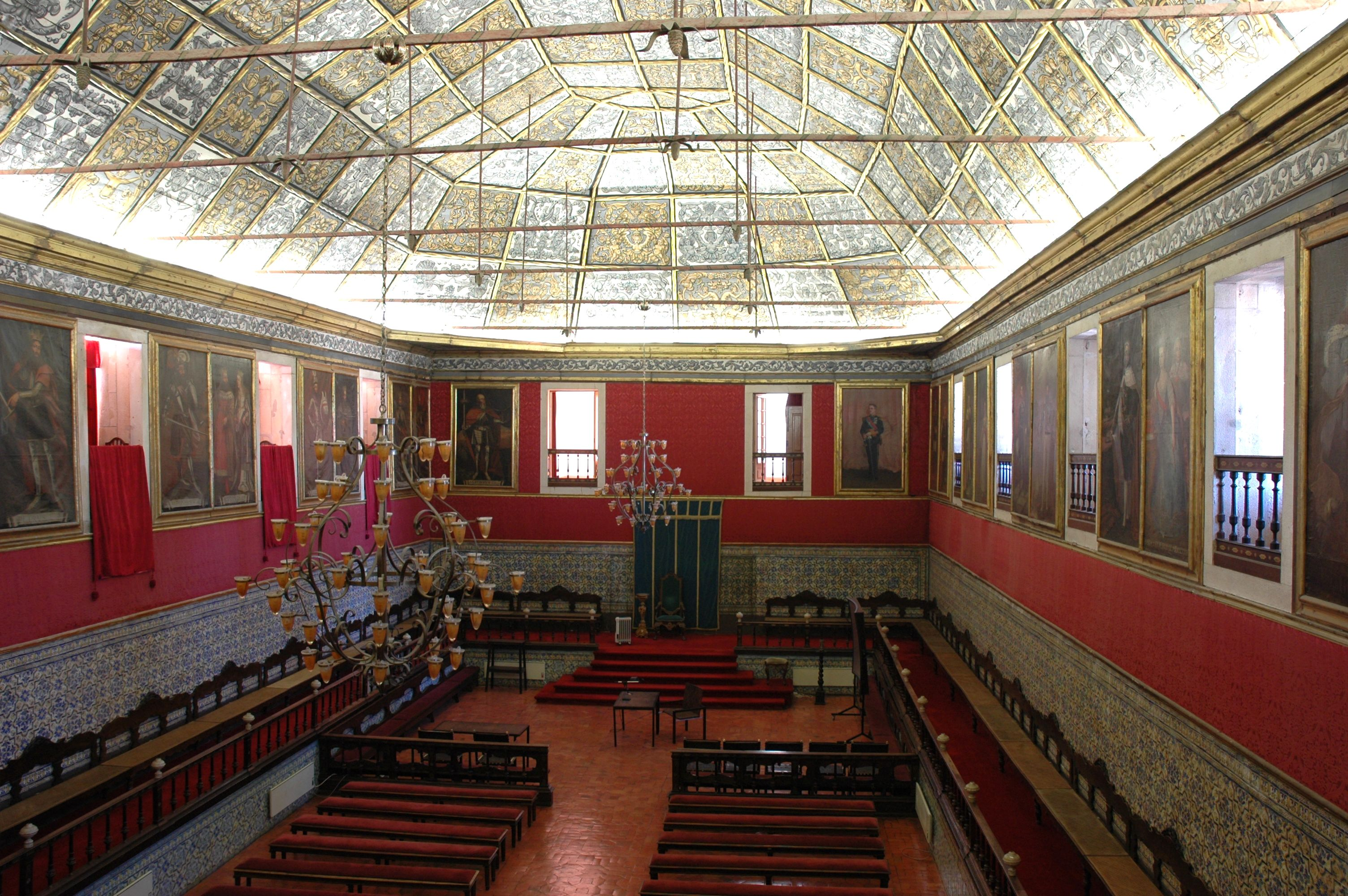
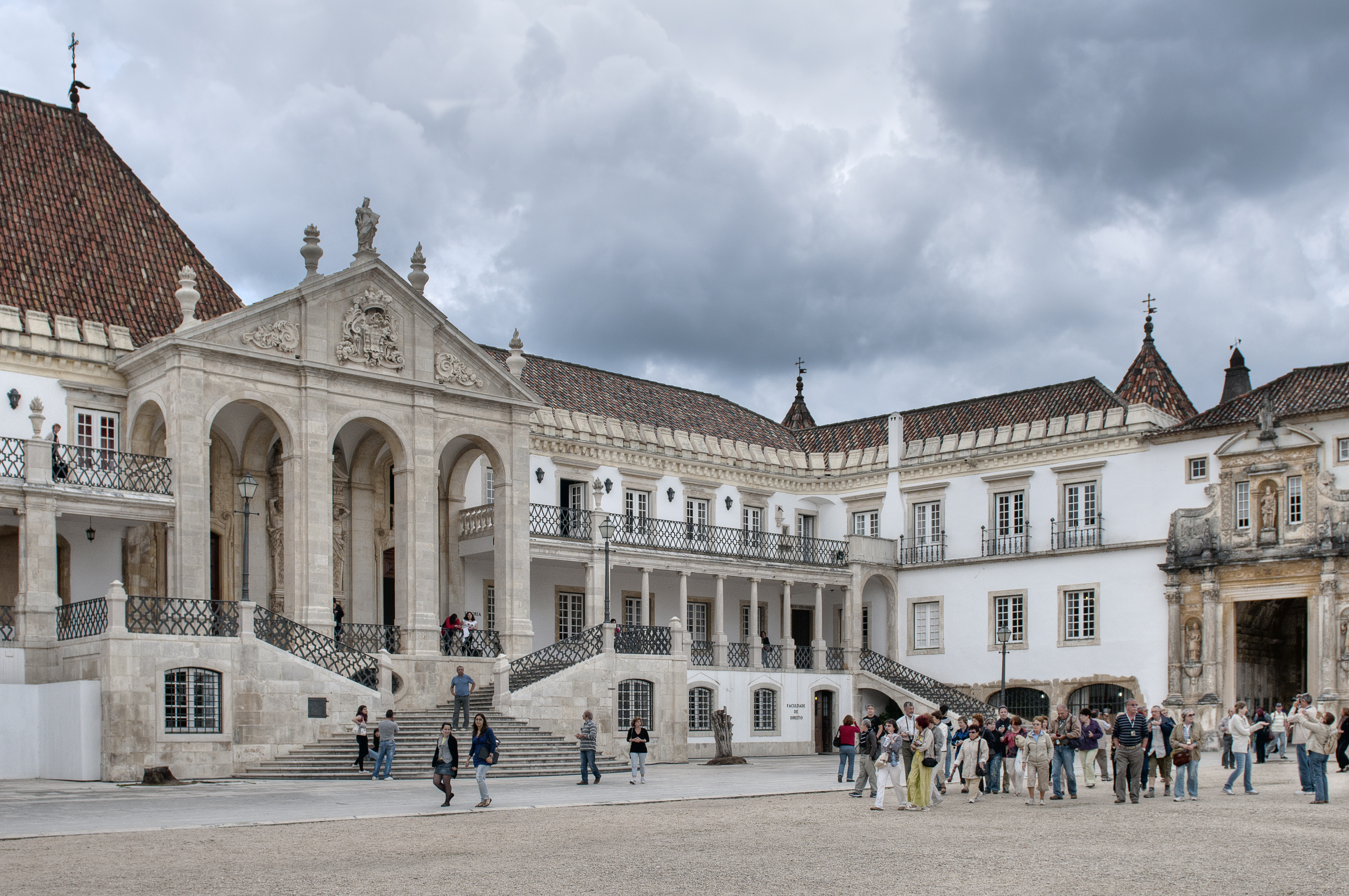
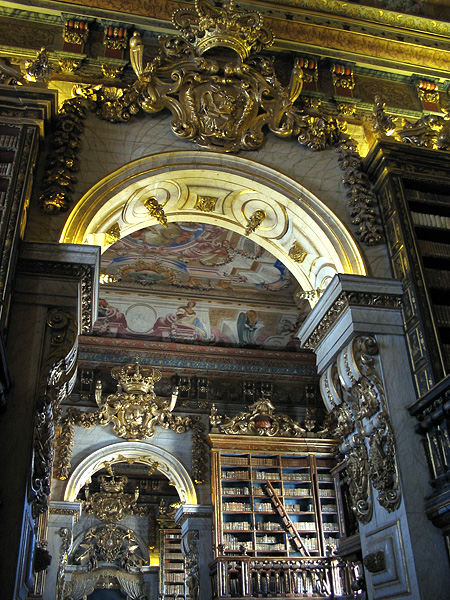
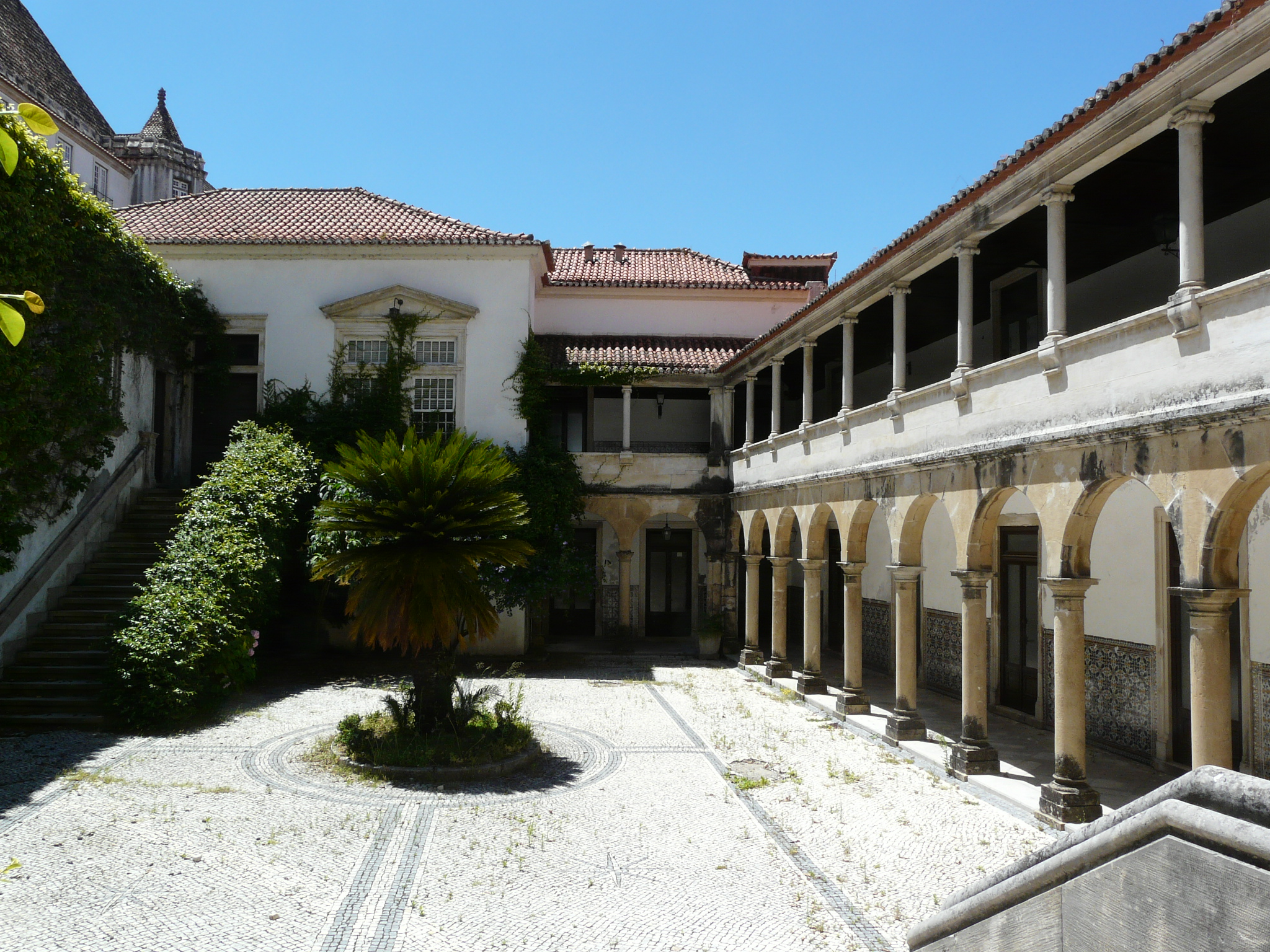
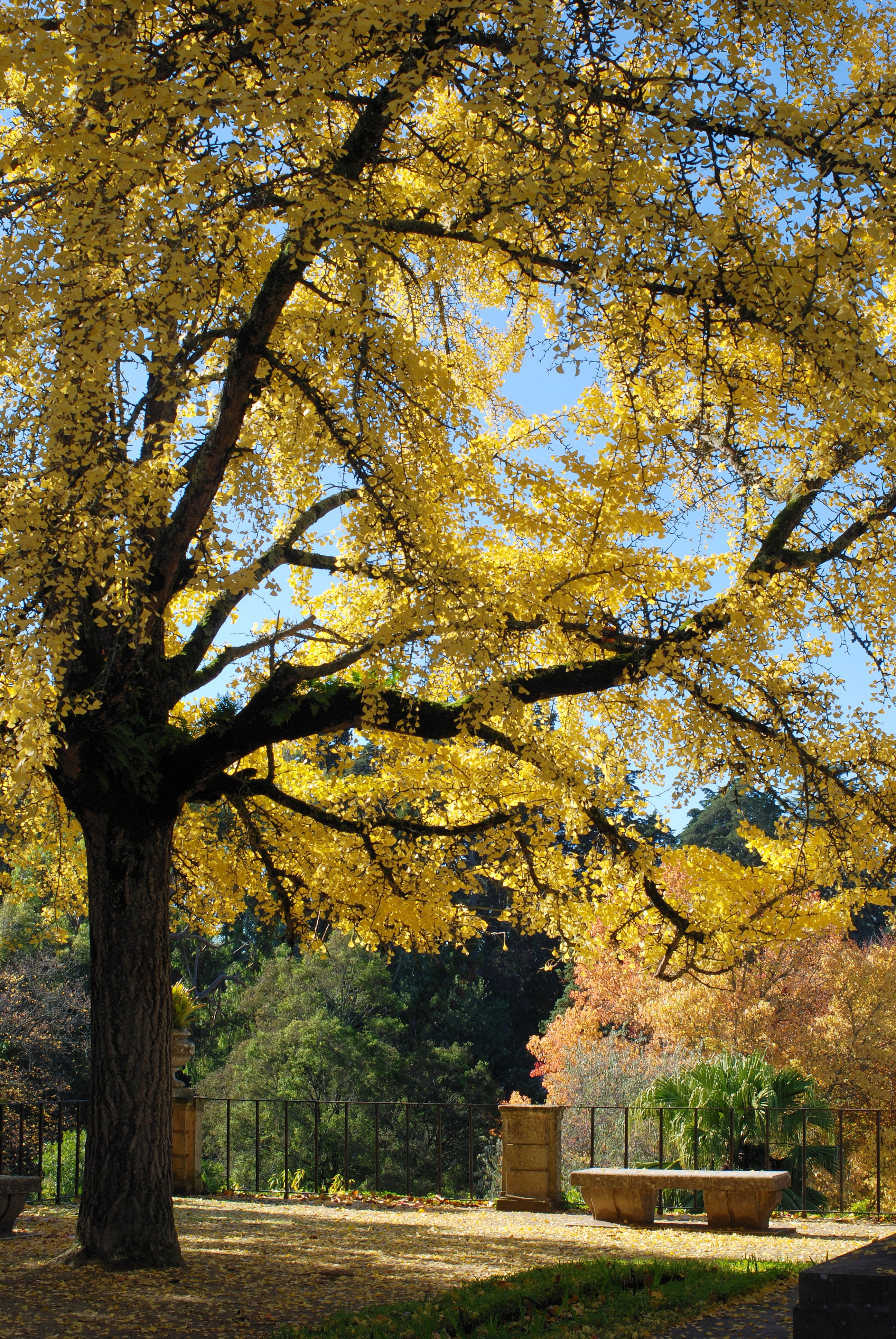

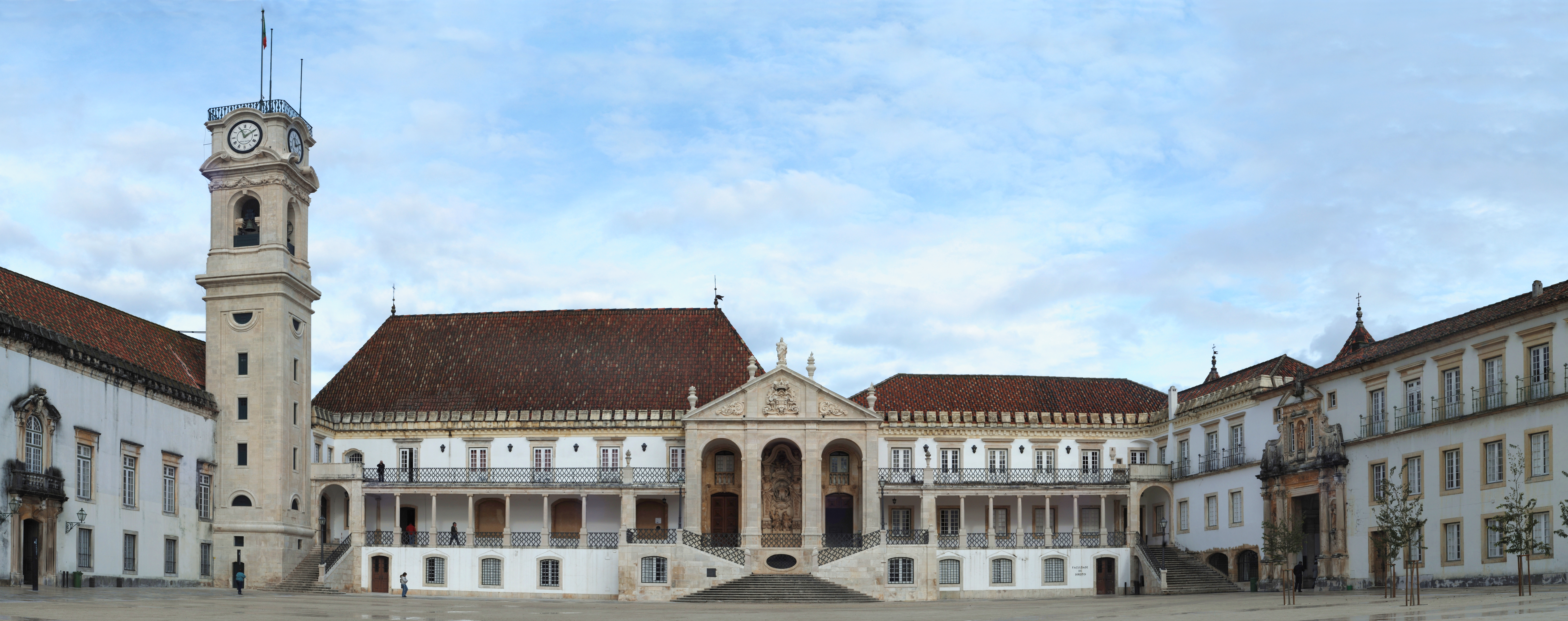

## دانشکده‌ها
- دانشکده حقوق
- دانشکده پزشکی
- دانشکده علوم انسانی
- دانشکده علوم و فناوری
- دانشکده داروسازی
- دانشکده اقتصاد
- دانشکده روان‌شناسی و علوم آموزشی
- دانشکده علوم ورزشی و تربیت بدنی